# Área metropolitana de Champaign-Urbana
El área metropolitana de Champaign-Urbana o Área Estadística Metropolitana de Champaign-Urbana, IL MSA como la denomina oficialmente la Oficina de Administración y Presupuesto, es un Área Estadística Metropolitana centrada en la ciudad de Champaign, en el estado estadounidense de Illinois. El área metropolitana tiene una población de 231.891 habitantes según el Censo de 2010, convirtiéndola en la 191.º área metropolitana más poblada de los Estados Unidos.

## Composición
Los 3 condados del área metropolitana, junto con su población según los resultados del censo 2010:
- Champaign – 201.081 habitantes
- Ford – 14.081 habitantes
- Piatt– 16.729 habitantes

## Principales comunidades
Ciudades principales o núcleo
- Champaign
- Urbana

Otras ciudades importantes
- Gibson City
- Monticello
- Paxton